# Península de Zamboanga
Zamboanga es una península y también una región administrativa de las Filipinas. Designada como Región IX, la región se compone de tres provincias, estas son, Zamboanga del Norte, Zamboanga del Sur, y Zamboanga Sibugay, y la ciudad de Zamboanga al sureste, con la ciudad de Pagadían como su nuevo centro regional. La región antiguamente fue conocida como Mindanao Occidental antes de la aprobación de la orden ejecutiva n.º 36 el 19 de septiembre de 2001.

## Historia

### Provincia
Después de que el imperialismo estadounidense se anexó las Indias orientales españolas como parte de su territorio en 1898, Zamboanga se declaró independiente por corto tiempo como República de Zamboanga. Se convirtió en una parte de la Provincia del Moro, que consistió en la unión de Mindanao y el Archipiélago de Sulu. El nombre y estatus de la Provincia del Moro pronto se cambió a Departamento de Mindanao y Sulu el 16 de agosto de 1916, este hecho convirtió a Zamboanga en una provincia.
En 1942, las fuerzas imperiales japonesas invadieron la Península de Zamboanga.
En 1945, la liberación en la península de Zamboanga por el pueblo filipino y los Estados Unidos contra las fuerzas imperiales japonesas durante la Segunda Guerra Mundial.
El 6 de junio de 1952, la provincia fue dividida en dos provincias, Zamboanga del Norte y Zamboanga del Sur, así como la ciudad de Zamboanga se convirtió en ciudad independiente.

### Región
Junto con el Archipiélago de Sulu, las provincias que compusieron antes la provincia de Zamboanga fueron organizadas dentro de la región IX por orden del decreto presidencial N.º 1 como parte del Plan Integrado de Reorganización del presidente Ferdinand Marcos.
Entre 1975 a 1989 la vieja región IX (Mindanao occidental) fue dividida en dos subregiones por el bajo el decreto presidencial n.º 773 con fecha 21 de agosto de 1975.
Sub-Región IX-A compuesto por Basilán, Sulu y Tawi-Tawi con Joló, Sulu es el centro subregional.
Sub-Región IX-B compuesto por las provincias de Zamboanga del Norte y Zamboanga del Sur, junto con la ciudad de Zamboanga como centro subregional.

### Presente
Hacia 2001, Zamboanga Sibugay fue separado de la provincia de Zamboanga del Sur con Ipil como capital y centro del gobierno.
En el mismo año, los residentes de Basilan optaron por fusionarse a la Región Autónoma del Mindanao Musulmán (RAMM) en un plebiscito. Sin embargo, los ciudadanos de la capital Isabela, no se unieron al proyecto así que la ciudad seguiría siendo parte de esta región como resultado según la orden ejecutiva No.36.
En el 2004, Pagadian se convirtió oficialmente en el Centro Regional para la región IX de la Península de Zamboanga, a pesar de la oposición de la ciudad de Zamboanga, que era el centro regional anterior.

## División política

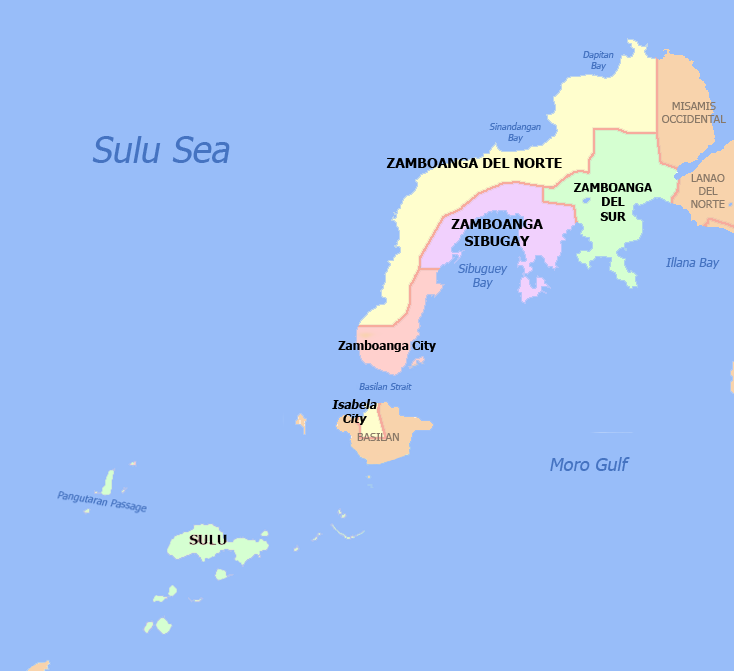
Mapa político de la Península de Zamboanga.

| Provincia/Ciudad    | Capital   | Población (2007) | Área (km²) | densidad de población (por km²) |
| ------------------- | --------- | ---------------- | ---------- | ------------------------------- |
| Zamboanga del Norte | Dipolog   | 907,238          | 6,618.0    | 137.0                           |
| Zamboanga del Sur   | Pagadian  | 914,278          | 3,480.7    | 262.6                           |
| Zamboanga Sibugay   | Ipil      | 546,186          | 3,087.9    | 176.8                           |
|                     |           |                  |            |                                 |
| Zamboanga           | Zamboanga | 774,407          | 1,483.4    | 522.0                           |
| Isabela¹            | —         | 87,985           | 140.7      | 625.3                           |

### Principales Ciudades
- Dapitan, Zamboanga del Norte
- Dipolog, Zamboanga del Norte
- Isabela¹, Basilán
- Pagadian, Zamboanga del Sur

¹ Isabela es una ciudad y capital de la provincia de Basilán que continúa bajo jurisdicción de Basilan para la administración de servicios y funciones de la provincia. Pero para la administración de servicios regionales, la ciudad forma parte de la región de la Península de Zamboanga que a pesar del resto de Basilan está bajo autoridad de la Región Autónoma del Mindanao Musulmán.

## Geografía
La península de Zamboanga linda entre golfo del Moro, parte del mar de Célebes, y mar de Sulu. A lo largo de las costas de la península están las bahías e islas numerosas. Su territorio comprende las tres provincias de Zamboanga y ciudades de Zamboanga, así como Mindanao Norteño que es una provincia de Misamis Occidental. La península está conectada a la parte principal de Mindanao a través de un istmo situado en medio de la Bahía Panguil y la Bahía Pagadian. El istmo límite entre la península y el continente es marcado artificialmente por la frontera entre las provincias de Zamboanga del Sur y Lanao del Norte.

### Recursos
La región tiene recursos extensos del bosque, que son utilizados para exportar madera de construcción, chapa y el chapeado. Los depósitos minerales incluyen el oro, la cromita, el carbón, el hierro, el plomo, y el manganeso. Entre sus reservas no-metálicas están el carbón, la silicona, la sal, el mármol, la arena de la silicona, y la grava. En cuanto a la pesca se dedican a la pesca comercial y municipal. Tiene también granjas marinas para el agua salubre y pescados de agua dulce.

### Ciudades
La península de Zambaoanga tiene cinco ciudades: Dipolog, Dapitan, Isabela, Pagadian, y la moderna ciudad de Zamboanga. La ciudad de Isabela es realmente parte de la isla-provincia de Basilán al sur de la península, y es también la capital de esa provincia.
Las ciudades de Zamboanga, Dipolog y Pagadian sirven como centros del comercio y de la educación en la región.
Ciudad de Zamboanga, conocida por su vieja fortaleza española, Fortaleza Pilar, es un destino turístico además de ser la ciudad más urbanizada de Mindanao Occidental.
Hacia el año 2006, la ciudad de Zamboanga fue renombrada desde la “Ciudad de flores” a la “Ciudad Latina de Asia”. esto fue gracias al alcalde Celso Lobregat que creía que esto era una etiqueta más relevante y significativa dado el hecho de que la gente de Zamboanga habla Chabacano (33 %), un dialecto local basado en el ochenta por ciento (el 80 %) de sus palabras del idioma español y el veinte por ciento restantes (el 20 %) una mezcla de otros dialectos locales como Visayan, Ilonggo, Subanon, Yakan y Tausug.
La ciudad de Dapitan fue el lugar en donde exiliaron a José Rizal, el héroe nacional. También es reconocida por el viejo St. James Parish y el precioso resort de la playa de Dakak. En la ciudad se palpita una atmósfera de un encanto primitivo y a la vez un sentimiento cada vez mayor de modernidad y sofisticación.
La ciudad de Dipolog es conocida como la “Entrada a Mindanao occidental” y “Ciudad de la orquídea” de las Filipinas. La población de Dipolog se caracteriza por ser cariñoso y cordial y celebran orgullosamente su rica cultura y colorida historia. Es una ciudad en las que sus maravillas naturales encantan los turistas que la visitan.
La ciudad de Pagadian también se conoce como la “Pequeña Hong Kong del Sur” debido a su característica topográfica de la se asemeja a la Hong Kong en la China. También tiene una numerosa comunidad china que celebra oficialmente el Año Nuevo Lunar Chino. Actualmente esta ciudad es el nuevo Centro Regional de Mindanao Occidental, y es la segunda ciudad más rica de Mindanao Occidental, después de Zamboanga.

## Economía
Tiene la primera zona de procesadora y exportadora de Mindanao. El cultivo y la pesca son las actividades económicas principales de la región. También tiene molinos de arroz y del maíz, aceite procesado, café procesado y látex procesado del caucho. Sus industrias nacionales incluyen el arte del algodón y de muebles y el trabajo de cobre amarillo.